# Os Grandes Sucessos (álbum de A Turma do Balão Mágico)
Os Grandes Sucessos é a primeira coletânea lançada pelo grupo infantil: A Turma do Balão Mágico. Lançada em 1988, o álbum reúne catorze sucessos do grupo retirados dos cinco álbuns de estúdio lançados pelos mesmos. O disco traz as participações especiais de Djavan na faixa Superfantástico, além da participação de Roberto Carlos, Erasmo Carlos, Fábio Junior, Baby Consuelo,entre outros.
Este disco vendeu mais de 500 mil cópias. A gravadora também o lançou no formato CD mas com tiragem limitada.

## Faixas

### LADO A
1. Superfantástico (Com Djavan)
2. A Galinha Magricela
3. É Tão Lindo (Com Roberto Carlos)
4. Juntos (Baby Consuelo)
5. Charleston
6. Barato Bom é o da Barata (Com Erasmo Carlos)
7. Não dá pra parar a música (Com Virginie e Metrô)

### LADO B
1. Baile do Passarinhos
2. Amigos do Peito (Com Fábio Junior)
3. Mãe,me dá um Dinheirinho? (Com Baby Consuelo e Pepeu Gomes)
4. Tem Gato na Tuba
5. Chega Mais Um Pouco (Com Dominó)
6. Menina (Com Leo Jaime)
7. Felicidade (Com Simone)